# Mykolaj Tscharnezkyj
Mykolaj Tscharnezkyj CSsR (ukrainisch Микола́й Чарне́цький, polnisch Mikołaj Czarnecki, * 14. Dezember 1884 in Semakiwzi bei Towmatsch in Österreich-Ungarn (heute Ukraine); † 2. April 1959 in Lwiw, Ukrainische SSR) ist ein Märtyrer der Ukrainischen Griechisch-Katholischen Kirche und Titularbischof. Er wurde am 24. April 2001 von Papst Johannes Paul II. seliggesprochen.

## Leben
Mykolaj Tscharnezkyj war das älteste von neun Kindern. Seine Eltern waren Bauern und lebten in bescheidenen Verhältnissen. Die Bauernfamilie war fromm und gestaltete ihr Leben nach christlichen Vorgaben. Der Schüler Mykolaj besuchte die Dorfschule von Towmatsch und wechselte dann auf das St. Nikolaus Gymnasium nach Stanislau, dem heutigen Iwano-Frankiwsk. Bereits in frühen Jahren äußerte der begabte Schüler die Absicht, Priester zu werden. 1904 sandte ihn Bischof Hryhorij Chomyschyn von Stanislau nach Rom und spendete ihm auch am 2. Oktober 1909, während eines Kurzbesuchs in der Ukraine, die Priesterweihe.
Nach der Priesterweihe setzte Tscharnezkyj sein Studium fort und promovierte an der Päpstlichen Universität Urbaniana zum Doctor theologiae. 1910, nachdem er nach Stanislau zurückgekehrt war, lehrte er am dortigen Priesterseminar Philosophie und dogmatische Theologie. Gleichzeitig war er Spiritual für die Priesteramtskandidaten. Während dieser Zeit begegnete er dem belgischen Redemptoristen Pater Josef Schrijvers und entschloss sich, der Ordensgemeinschaft beizutreten. Sein Noviziat begann 1919 im Novizenhaus der Redemptoristen in Zboiska bei Lemberg. Am 16. Oktober 1920 legte Pater Mykolaj sein ewiges Ordensgelübde ab. Dem nunmehrigen Ordenspriester wurde 1926 die Leitung des Missionshauses in Kowel in Wolhynien übertragen. Er praktizierte und förderte den byzantinischen Ritus der Ukrainischen Griechisch-Katholischen Kirche und erlangte in kurzer Zeit bei den Gläubigen und Mitbrüdern Anerkennung.
Diese erfolgreiche Arbeit blieb nicht ohne Beachtung, Papst Pius XI. (1922–1939) ernannte ihn am 16. Januar 1931 zum Titularbischof von Lebedus und übertrug ihm die Aufgabe des Apostolischen Visitators für die ukrainischen Katholiken auf dem Gebiet von Wolhynien und Pidliashsha. Die Bischofsweihe spendete ihm sein Förderer Bischof Hryhoriy Khomyshyn am 2. Februar 1931. Die sowjetischen Machthaber vertrieben 1939 die Redemptoristen aus dem Gebiet der Westukraine. Bischof Tscharnezkyj musste das Gebiet verlassen und floh nach Lemberg. Ab 1941 lehrte er an der damaligen Griechisch-Katholischen Akademie Philosophie, Psychologie und Moraltheologie.

## Martyrium
Mit der erneuten Machtübernahme in der Ukraine durch sowjetischen Truppen, im Jahre 1944, begann das Leiden für Bischof Mykolaj Tscharnezkyj. Am 11. April 1945 wurde er inhaftiert und in einem Gefängnis der sowjetischen Geheimpolizei NKWD gefoltert und verhört. 1946 wurde er in ein Gefängnis nach Kiew verbracht und vor ein Militärtribunal gestellt. Man verurteilte ihn als „Agent des Vatikans“ zu einer zehnjährigen Haftstrafe. In der sibirischen Stadt Mariinsk kam er gemeinsam mit dem späteren Kardinal Jossyf Slipyj, den er 1939 als Mitkonsekrator zum Bischof geweiht hatte, in ein Gefängnis. Bis zu seiner Entlassung 1957 war er in mehr als 30 Gefängnissen inhaftiert. In den letzten Jahren seiner Gefangenschaft musste er sich öfters im Gefängniskrankenhaus aufhalten. Um sich nicht dem Vorwurf aussetzen zu müssen, Bischof Tscharnezkyj in Gefangenschaft in den Tod getrieben zu haben, entließen ihn die sowjetischen Behörden nach Lemberg. Mit einem Redemptoristenbruder zog er in Lemberg in eine Wohnung ein und konnte sich wider Erwarten erholen. Er führte ein geistliches Leben und verbrachte viel Zeit mit Beten und Lesen. In dieser Zeit weihte er mehrere Priesteramtskandidaten zu Priestern. Aber schon nach kurzer Zeit starb er am 2. April 1959.

## Seligsprechungsprozess

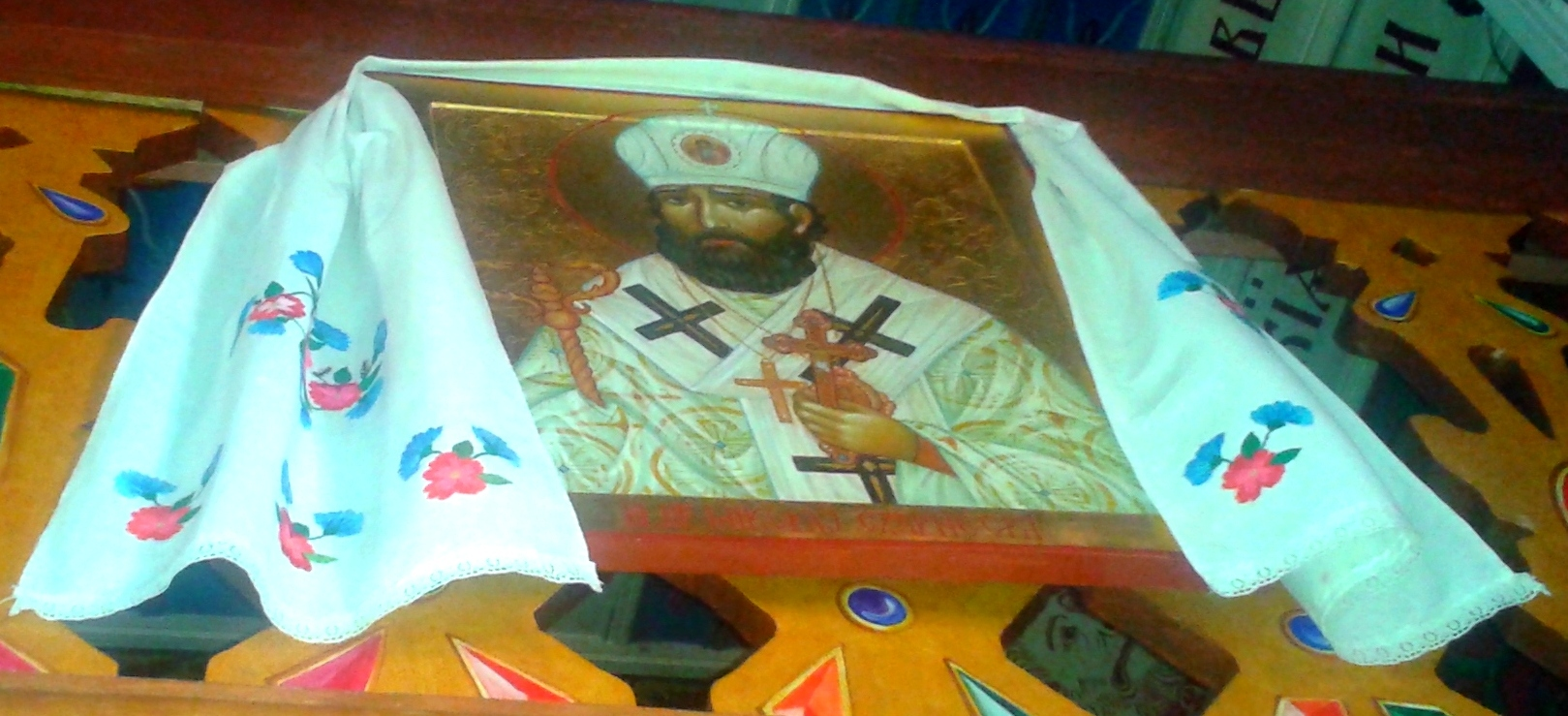
Ikone Mykolaj Tscharnezkyj

Am 4. April wurde Bischof Mykolaj Tscharnezkyj beigesetzt und bald darauf kam der Wunsch auf, diesen Bischof heiligzusprechen. Viele Gläubige pilgerten zu seiner Grabstätte auf den Lytschakiwski-Friedhof. Als bedeutendstes Wunder wird berichtet, dass eine Frau durch die Grabeserde geheilt worden sei. Somit begann der Glaube, dass die Erde um sein Grab herum Wunderkräfte besitzen würde. 1960 wurde der Seligsprechungsprozess eröffnet und fand am 2. März 2001 in der Erzeparchie Iwano-Frankiwsk seinen Abschluss. Am 24. April 2001 wurde das Seligsprechungsdekret durch Papst Johannes Paul II. unterschrieben und Bischof Mykolaj Tscharnezkyj zum „Märtyrer für den christlichen Glauben“ erhoben. Sein Gedenktag wurde auf den 2. April festgelegt.